# Indigofera depressa
Indigofera depressa är en ärtväxtart som beskrevs av William Henry Harvey. Indigofera depressa ingår i släktet indigosläktet, och familjen ärtväxter. Inga underarter finns listade i Catalogue of Life.